# ناتسوئو کرینو
ناتسوئو کرینو (انگلیسی: Natsuo Kirino؛ زادهٔ ۷ اکتبر ۱۹۵۱) رمان‌نویس، و نویسنده اهل ژاپن است. ناتسوئو همچنین برندهٔ جوایزی همچون جایزه نائوکی شده‌است. مشهورترین آثار وی عبارت هستند از کتاب‌های «خارج» و «دنیای واقعی»